# 山口県道34号下関長門線
山口県道34号下関長門線（やまぐちけんどう34ごう しものせきながとせん）は、山口県下関市から長門市に至る県道（主要地方道）である。

## 概要
下関市一の宮住吉3丁目から長門市仙崎に至る。
下関市の国道2号の交点である山の谷交差点が起点となる。東亜大学、JR西日本山陽本線・山陽新幹線 新下関駅そばを通り、下関市を北上する。道の駅きくがわそばを過ぎると、木屋川沿いに進む。旧豊田町内では、ゲンジボタル発生地がいくつかある。また旧豊田町内には道の駅蛍街道西ノ市がある。その後、豊田湖、大寧寺、湯本温泉そばなどを通り、長門市仙崎の国道191号の交点である仙崎交差点までを結ぶ。
下関市と長門市を結ぶ道路としては、国道191号や国道2号・国道316号経由よりも距離が短く、平行する国道491号に未整備の区間が点在することもあって、両都市を最短距離で結ぶ路線として重用されている。
なお、下関市豊田町から長門市までの区間において、山口県道34号下関長門線に並行する国道491号自動車専用道路の「長門・俵山道路」と「俵山・豊田道路」が山陰自動車道の一部として整備される予定であり、両道路開通後はこちらがメインルートとなる。

### 路線データ
- 起点：下関市一の宮住吉3丁目（山の谷交差点、国道2号交点）
- 終点：長門市仙崎（仙崎交差点、国道191号交点、山口県道287号長門三隅線起点）

## 歴史
- 1993年（平成5年）5月11日 - 建設省から、県道下関長門線が下関長門線として主要地方道に指定される[1]。

## 路線状況

### 重複区間
- 山口県道40号豊浦清末線（下関市大字内日下 地内）
- 国道491号（下関市菊川町大字楢崎・楢崎交差点 - 下関市菊川町大字上岡枝・上岡枝交差点）
- 山口県道65号山陽豊田線（下関市豊田町大字手洗 - 下関市豊田町大字中村・中村交差点）
- 山口県道38号美祢油谷線（下関市豊田町大字今出 - 長門市俵山・大羽山交差点）
- 国道316号（長門市深川湯本（ふかわゆもと）・湯本交差点 - 長門市深川湯本・板持交差点）

### 道路施設

#### 橋梁
- 義隆橋（深川川、長門市、国道316号重複区間内）
- 深川大橋（深川川、長門市）

#### 道の駅
- 蛍街道西ノ市（下関市）

## 地理

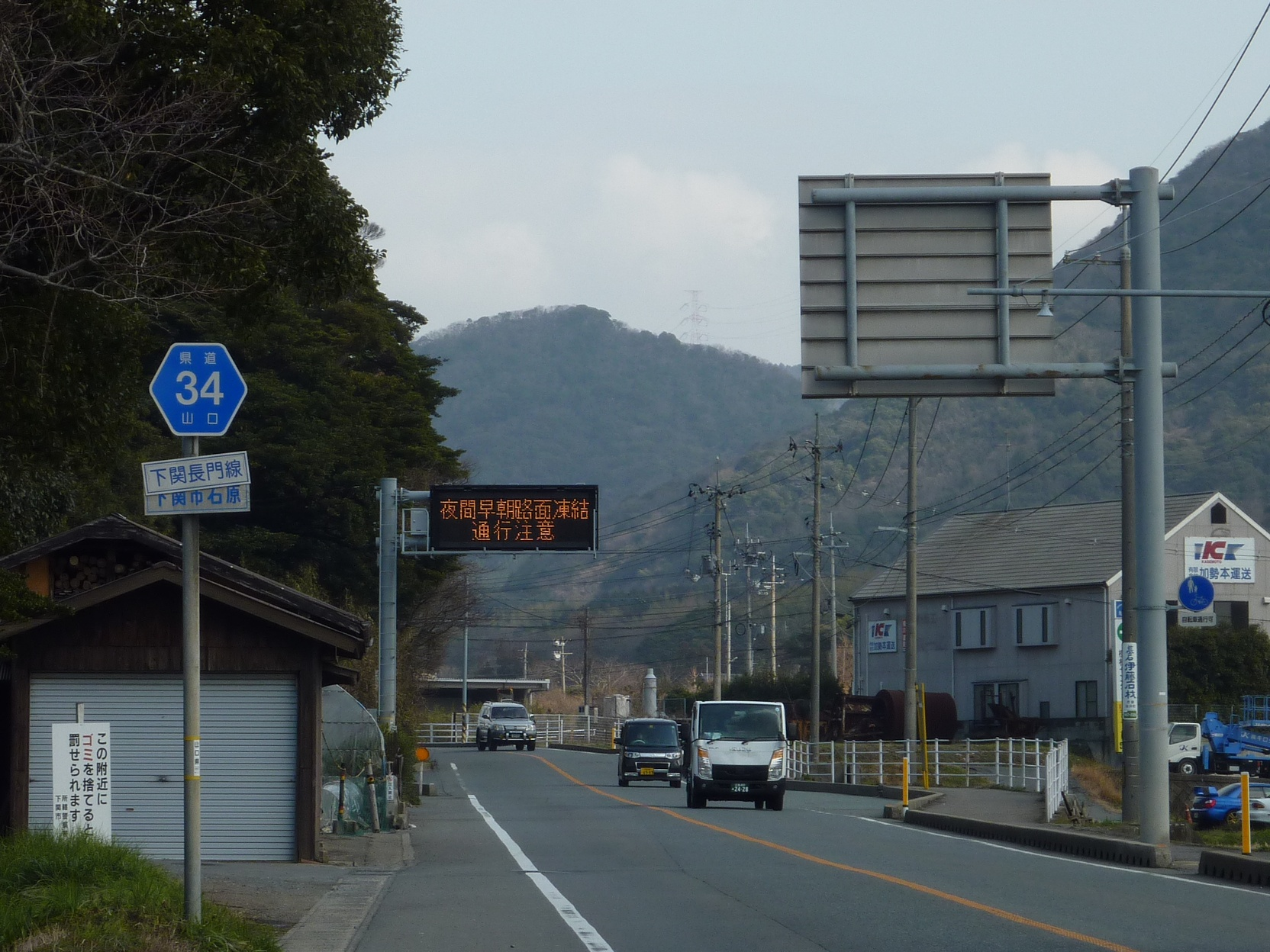
下関市大字石原（長門方面）

### 通過する自治体
- 下関市
- 長門市

### 交差する道路
| 交差する道路                                                | 市町村名 | 交差する場所             | 交差する場所        |
| ----------------------------------------------------------- | -------- | ------------------------ | ------------------- |
| 国道2号                                                     | 下関市   | 一の宮住吉3丁目          | 山の谷交差点 / 起点 |
| 山口県道255号田倉新下関停車場線                             | 下関市   | 秋根本町2丁目            | 秋根本町2丁目交差点 |
| 山口県道247号安岡港長府線                                   | 下関市   | 形山みどり町             | 形山みどり町交差点  |
| 山口県道33号下関美祢線                                      | 下関市   | 大字小野                 |                     |
| 山口県道40号豊浦清末線 重複区間起点                         | 下関市   | 大字内日下               |                     |
| 山口県道40号豊浦清末線 重複区間終点                         | 下関市   | 大字内日下               |                     |
| 国道491号 重複区間起点 山口県道260号宇賀山陽線              | 下関市   | 菊川町大字楢崎           | 楢崎交差点          |
| 国道491号 重複区間終点 山口県道233号美祢菊川線              | 下関市   | 菊川町大字上岡枝         | 上岡枝交差点        |
| 山口県道65号山陽豊田線 重複区間起点 山口県道262号豊浦豊田線 | 下関市   | 豊田町大字手洗（たらい） |                     |
| 山口県道65号山陽豊田線 重複区間終点                         | 下関市   | 豊田町大字中村           | 中村交差点          |
| 国道435号                                                   | 下関市   | 豊田町大字楢原           | 中畑交差点          |
| 山口県道319号大河内地吉線                                   | 下関市   | 豊田町大字大河内         |                     |
| 山口県道38号美祢油谷線 重複区間起点                         | 下関市   | 豊田町大字今出           |                     |
| 山口県道319号大河内地吉線                                   | 下関市   | 豊田町大字地吉           |                     |
| 山口県道38号美祢油谷線 重複区間終点                         | 長門市   | 俵山                     | 大羽山交差点        |
| E9 山陰自動車道 / 長門・俵山道路                            | 長門市   | 俵山                     | 俵山北IC            |
| 国道316号 重複区間起点                                      | 長門市   | 深川湯本（ふかわゆもと） | 湯本交差点          |
| E9 山陰自動車道 / 長門・俵山道路                            | 長門市   | 深川湯本                 | 長門湯本温泉IC      |
| 山口県道280号長門秋芳線                                     | 長門市   | 深川湯本                 |                     |
| 国道316号 重複区間終点                                      | 長門市   | 深川湯本                 | 板持交差点          |
| 山口県道282号仙崎停車場小浜線                               | 長門市   | 仙崎                     |                     |
| 国道191号 山口県道287号長門三隅線                           | 長門市   | 仙崎                     | 仙崎交差点 / 終点   |

### 交差する鉄道
- 山陽本線
- 山陽新幹線
- 美祢線

### 沿線
- JR西日本山陽本線・山陽新幹線 新下関駅
- 道の駅きくがわ
- 下関市立豊田下小学校
- 下関市立豊田下中学校
- 長門市立俵山小学校
- JR西日本美祢線
  - 長門湯本駅 - 板持駅
- 長門市立深川小学校
- 長門市立深川中学校